# Rodolfo Zalla
Rodolfo Anibal Zalla (Buenos Aires, 20 de julho de 1931 - São Paulo, 19 de junho de 2016) foi um desenhista de histórias em quadrinhos argentino, radicado no Brasil.

## Biografia
Zalla iniciou a carreira ainda na Argentina em 1953, quando produziu uma história para uma editora católica. Mudou-se para o Brasil junto com José Delbo, em 1963, onde produziu a tira Jacaré Mendonça para o jornal Última Hora, pela Editora Taika, sendo um dos artistas responsáveis pela arte de Targo (uma cópia de Tarzan), O Vingador e O Escopião (criado como um plágio do Fantasma de Lee Falk, Zalla foi um dos responsáveis pelas mudanças no personagem, a fim de evitar um processo movido pela King Features Syndicate). Delbo colaborou com a Taika, mas dois anos depois, mudou-se para os Estados  Unidos e passou a trabalhar no mercado americano. Após trabalhar em várias editoras, funda o "Estúdio D-Arte", junto com Eugênio Colonnese (artista que Zalla conhecera ainda na Argentina). O estúdio funcionou entre 1966 e 1969.

Entre 1967 e 1968, ao lado de Colonnese, produziu histórias de guerra para publicar na versão brasileira da revista Blazing Combat da Warren Publishing, contudo, o projeto foi cancelado.  Em 2011 foi publicado "War - Histórias de Guerra" pela Kalaco Editorial trazendo as histórias produzidas por Zalla. Em 2001, quatro de suas histórias foram publicadas no álbum "O Espírito da Guerra". O título haviam sido usado em 2003 em um álbum desenhando por Colonnese com histórias roteirizadas por Gian Danton, baseadas em histórias escritas originalmente por Luiz Meri, um outro que publicou histórias escritas por Garth Ennis para o selo Vertigo da DC Comics,  As histórias originais da revista também seriam publicadas no país em 2011 na edição encadernada Combate Inglório pela Gal Editora.
Em 1981 D-Arte vira uma editora e lança duas revistas de terror bem-sucedidas Calafrio e Mestres do Terror. Na Editora Abril, Zalla foi responsável por desenhar durante seis anos histórias do Zorro baseadas na série de TV da Disney Zalla e Colonnese foram responsáveis pela utilização de quadrinhos em livros didáticos brasileiros No gênero terror criou a personagem Nádia, a filha de Drácula e no faroeste, o cowboy Johnny Pecos. Em 1992 a editora D-Arte publica o livro A arte de Rodolfo Zalla, organizado por Wagner Augusto. Em 2005, a Opera Graphica publica "O Desenho Magnífico de Rodolfo Zalla", um livro em que Zalla ensina técnicas de desenho, no mesmo ano, faz a capa de Sertão Vermelho - Lampião em Quadrinhos 2, escrito por Haroldo Magno com desenhos de Edvan Bezerra, Júlio Shimamoto, Eugênio Colonnese e Vítor Barreto.
Em 2010, Zalla desenhou um álbum sobre o médium Chico Xavier, escrito por Franco de Rosa e publicado pela Ediouro e outro sobre o ex-presidente Lula, escrito por Toni Rodrigues e publicado pela Editora Sarandi. A história seria desenhada pelo amigo Eugênio Colonnese, morto em agosto de 2008.
Em julho de 2011, foi anunciado que a Editorial Kalaco e a Zarabatana Books publicariam um álbum de histórias produzidas por Zalla protagonizadas pelo Drácula, Em agosto do mesmo ano, Zalla também anunciou a volta da revista Calafrio pela editora CLUQ (Clube de Quadrinhos) de Wagner Augusto, em 2010, a Editora Escala havia publicado um álbum com histórias do vampiro produzidas por Colonnese para a Editora Taika na década de 1960.
Em 2015, ilustrou a graphic novel Thtru impressa na Alemanha, a obra possui textos do indiano Amit Desai e roteiro do cineasta Claudio Ellovitch e de Cheng Sing Yin.
Zalla morreu em 19 de junho de 2016, aos 85 anos, em São Paulo.

## Homenagens
Em 2011, o jornalista Gonçalo Junior, autor dos livros A Guerra dos Gibis - a formação do mercado editorial brasileiro e a censura aos quadrinhos, 1933-1964 (Companhia das Letras) e Maria Erótica e o clamor do sexo (Peixe Grande), anunciou que havia escrito um livro sobre o quadrinista argentino. Em fevereiro de 2012, durante a realização do 28º Prêmio Angelo Agostini, o cartunista Márcio Baraldi, fez o pré-lançamento do documentário em DVD Ao mestre com carinho: Rodolfo Zalla.